# Felice Gasperi
Felice Gasperi   (Bolonya, 26 de desembre de 1903 - Città Sant'Angelo, 23 de maig de 1982) fou un futbolista italià, que jugava com a defensa, que va competir durant les dècades de 1920 i 1930.
A nivell de clubs sempre jugà al Bologna Football Club, sent el sisè jugador que més partits hi ha jugat al llarg de la història. Va guanyar les lligues italianes de 1924-1925, 1928-1929, 1935-1936, 1936-1937, la Copa Mitropa de 1932 i 1934 i el Torneig Internacional de l'Expo Universal de París de 1937.
Amb la selecció nacional jugà 6 partits entre 1928 i 1933, en què no marcà cap gol. El 1928 va ser seleccionat per disputar els Jocs Olímpics d'Amsterdam, on l'equip italià guanyà la medalla de bronze en la competició de futbol, però no jugà cap partit.